# Campeonato Mundial de Ginástica Rítmica de 1997
O XXI Campeonato Mundial de Ginástica Rítmica transcorreu entre os dias 23 e 26 de outubro de 1997, na cidade de Berlim, na Alemanha.